# レーザー交戦装置
レーザー交戦装置、交戦用訓練装置（自衛隊呼称：BAttle TRaining Apparatus:BATRA、通称：バトラー）は、自衛隊において使用されている、銃器に取り付けた光線発射装置により、実弾を使用することなく実戦同様の交戦訓練が可能な訓練機材。
アメリカ軍および諸外国軍隊で広く使われている同等の機材にMILES（Multiple integrated laser engagement system）がある。

## 概要
小銃などに取り付けられた発射機（プロジェクター）から発振されたレーザー光線を受光機（ディテクター）が感知し、命中弾を判定する装置である。発射機を装着可能な装備は小銃だけでなく、機関銃・無反動砲・戦車・攻撃ヘリコプター・対戦車ミサイルの発射機までが含まれる。戦車などの車両では、射撃時に擬似的な発射音や煙を発生させる補助装置を使用する。弾数は訓練内容によって制約があり、無限というわけではない。また下記のように、レーザー発射機を武器に取り付けたら、使用前に照準を調整（ゼロ点規正）する必要がある。

## 自衛隊での運用
自衛隊では統裁室と呼ばれる指揮司令部を設け、リアルタイムで訓練部隊や隊員の位置・死亡者・負傷者数など被害が統計・記録される。
なお、北富士駐屯地および北富士演習場にて富士トレーニングセンター隷下に常設する対抗部隊相手に各普通科連隊から選抜された1個普通科中隊を基幹とする増強普通科中隊（1個普通科中隊、戦車小隊、重迫小隊、施設小隊、重MAT小隊他）に交戦装置（バトラー）を装着して訓練を行っている他、まれに他連隊・小隊にシステムを貸し出して訓練を行うこともある。
このシステムの導入によって、（上官への配慮等の）情実に左右されていた命中判定が厳格なものとなり、演習時や訓練時の行動における戦術行動がより現実に即したものへ改定される助けとなっていった。

### 人員等装置の特長
旧型と新型で仕様などが異なる。以下は参考程度。
旧型
旧迷彩色の生地を使用しており、容易に判断できる。主に各師団（旅団）司令部付隊バトラー管理班が管理・整備を行っており、必要な部隊は借用して検閲などで使用している。被弾状況は背中にあるブザーで判断する。
新型
新型迷彩色の生地を使用している。既存の訓練装置の損耗更新用に調達されており、名称は「交戦訓練装置（改）」または「交戦訓練装置（II型）」である。部隊訓練評価隊本部管理班および各師団司令部付隊が管理整備を行っている。従来品との違いは、簡易フックだった留め具（弾帯などに取り付ける部分）がワンタッチ方式になっており、付け外しが従来より容易になっている点と頭部の鉄帽に被せるセンサーが旧迷彩から新型迷彩に変更されている点が挙げられる。従来の音による状態の現況表示で無く、被弾状況は左胸ポケットの簡易モニターに文字およびランプなどで表示される。また、FTC訓練にて使用する場合は訓練地域内に砲弾着弾現況装置が設置されており、万一の被弾時には音と煙などで砲弾の現況が行われる。装置周辺にいる隊員は、そのときの行動で生死が分かれる結果になる。
装備火器の特長
弾数設定装置により、訓練において規定の弾数が予め設定される。64式7.62mm小銃は120発、89式5.56mm小銃は180発、84mm無反動砲は4発が基本設定となる。また、小銃に関しては先端にスピーカーが内蔵された専用のアタッチメントと弾倉を組み合わせて小銃に装填することにより、空包を使わずに擬製発砲音とレーザーによる訓練を行う例もある。

### 指揮司令部の特徴
旧型
旧型は富士通FMRシリーズ2台をMS-DOSで稼働させたシステムを利用する。リアルタイムで統計・記録はされるものの、記録結果の提示のために別途集計PCを用意して、手動でリアルタイム入力する必要がある場合がある。

## 主に使用される訓練
- 各方面隊・師団（旅団）統裁でTESC訓練を行う際に現況表示のために使用する例
- FTC訓練に使用する例
- 各部隊でのCT検閲時の状況付与時に使用する例
- FTXの総合訓練などで状況付与に使用する例
- その他教育訓練で使用する。

## 装着可能な装備火器
64式7.62mm小銃
レーザー発射機を薬莢受け取り付け用のネジ穴にアダプターを装着して固定し、使用する。引き金とレーザー照射装置は連動しており、使用する前にゼロ点規正を行っておく必要がある。アダプターを併用することで、照準眼鏡を装着したままバトラーを装着することも可能。
89式5.56mm小銃
レーザー発射機を銃身上部の薬莢受け取り付け部にアダプターを介して取り付ける。アダプターは薬莢受け固定具と同形状。引き金とレーザー照射装置は連動しており、使用する前にゼロ点規正を行っておく必要がある。射撃弾数設定は切り替えスイッチで切り替えが可能で、3発制限点射も可能。
5.56mm機関銃MINIMI、62式7.62mm機関銃、12.7mm重機関銃M2などの機関銃
銃口部および機関部に専用の装置などを装着する。
84mm無反動砲
弾薬を模倣したレーザー発射・現況装置などを砲口に装着し、煙と音を現況する「ガンファイアー」と呼ばれる火薬を装置後部に装着する。引き金を引くとレーザー照射装置に撃針がたたき込まれる事で連動し、装置からレーザーとガンファイアーによる現況が表示される。使用する前にゼロ点規正を行っておく必要がある。
90式戦車、74式戦車
砲口部などに専用の現況表示と回転灯を装着し、空包発射の代わりに車体に取り付けられた現況表示による煙と音で現況を表す。被弾による弾着は回転灯で示す。
高機動車
受光部およびセンサーや回転灯を取り付ける。被弾した時点で回転灯および煙が現況を示す。
81mm迫撃砲L16、120mm迫撃砲RT、特科部隊などの火砲
システムに必要な数値を入力すると風向きや装薬・射角に応じて射撃後の相手に対する被弾状況がシステムに表示され、人員や車両などの損害・弾着の現況が表示される。
対戦車誘導弾など
実際の発射時と同様に目標に照準を定めて引き金を引くと、射距離や射角などに合わせてシステムにデータが入力され、同時に目標にレーザーが照準される、レーザーの命中および射角や射距離など、照準に問題が無いと判断された場合は目標付近の戦車などにその現況が表示される。
※小銃や機関銃、無反動砲などは専用の装置で予め弾数が入力され、その弾数を使い切るとその銃（砲）は新しく装置で弾数を入力しない限り使用できない。

## ギャラリー

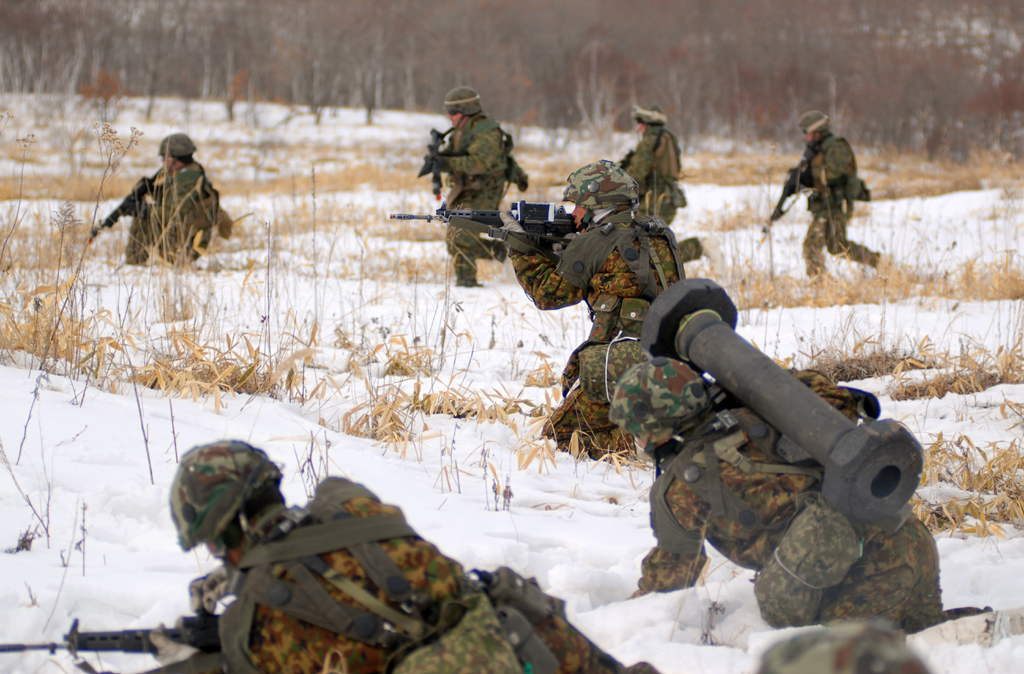
北海道における陸上自衛隊とアメリカ海兵隊の合同演習の様子 89式小銃の上に取り付けられているのが発射機、隊員の全身に見られる黒い円形のものが受光機であり、これは、初期の頃導入された機材。背中の首筋に音を出す装置があり、被弾すると音でその現況を示す
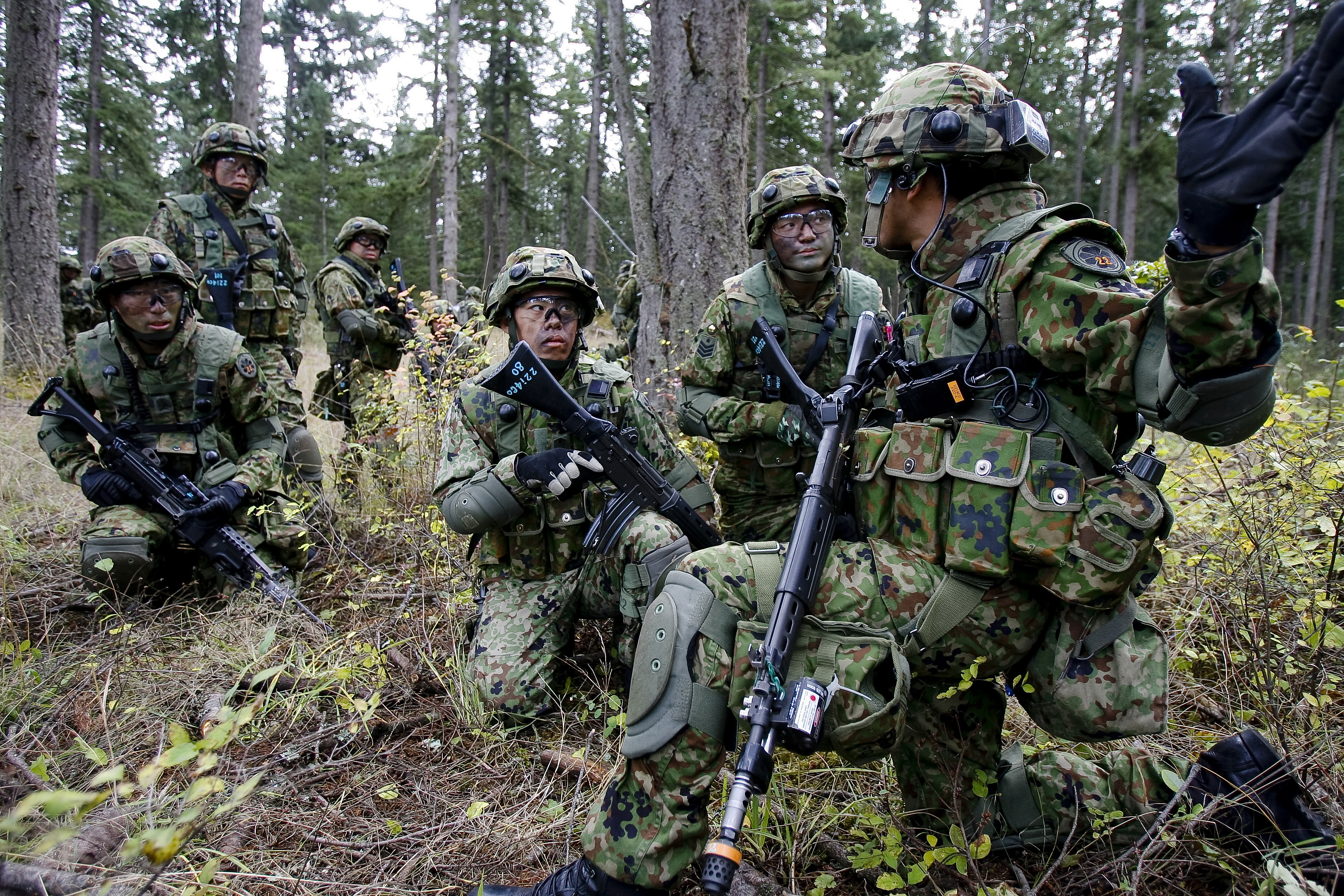
第22普通科連隊によるバトラーを用いた訓練の様子。レーザー発射器は被筒（ハンドガード）の先端に装着するタイプ
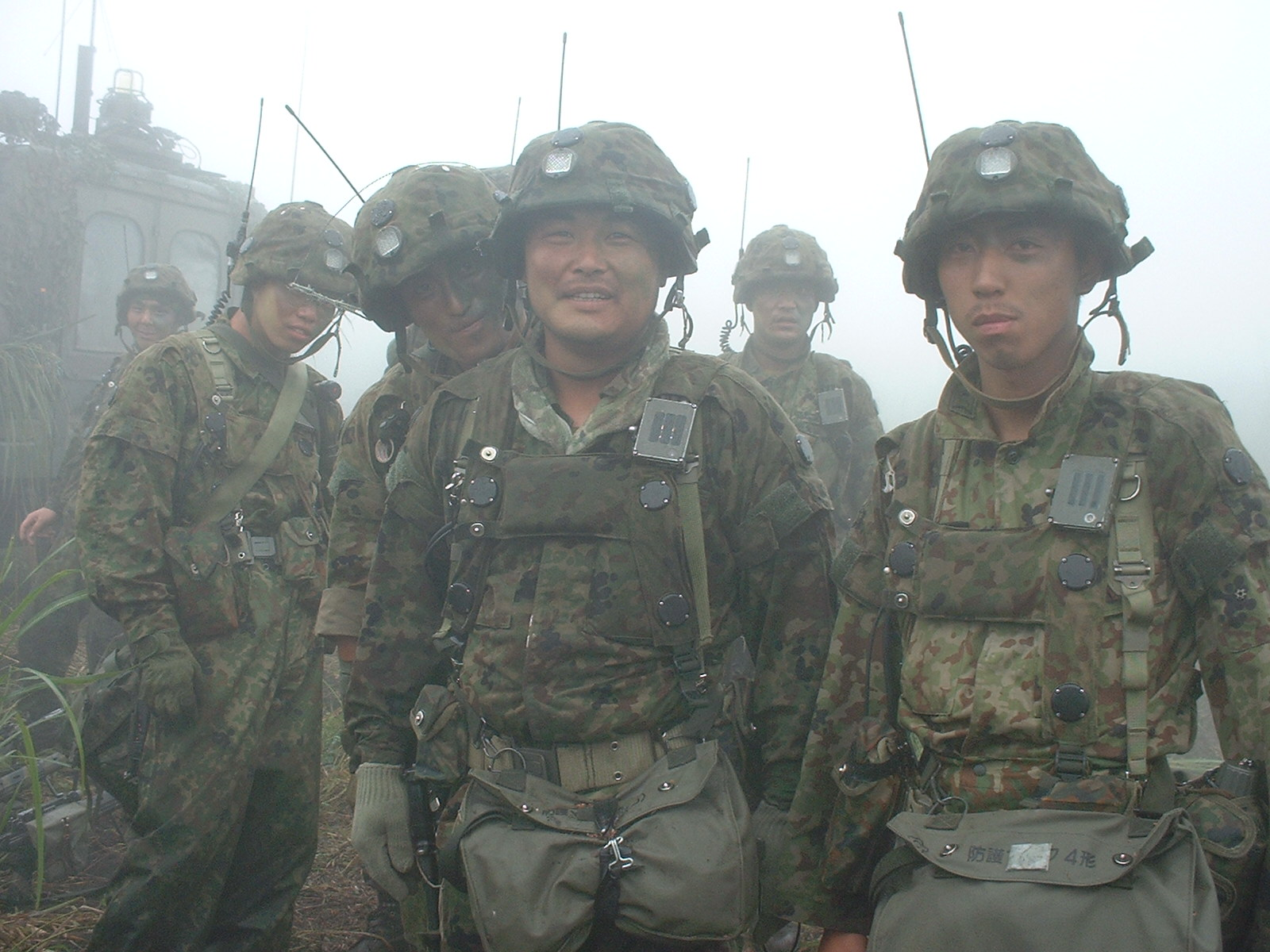
人員に取り付けられている機材、胸元には傷害状況を示す装置がある。左奥の高機動車にも同様の交戦用機材が取り付けられている
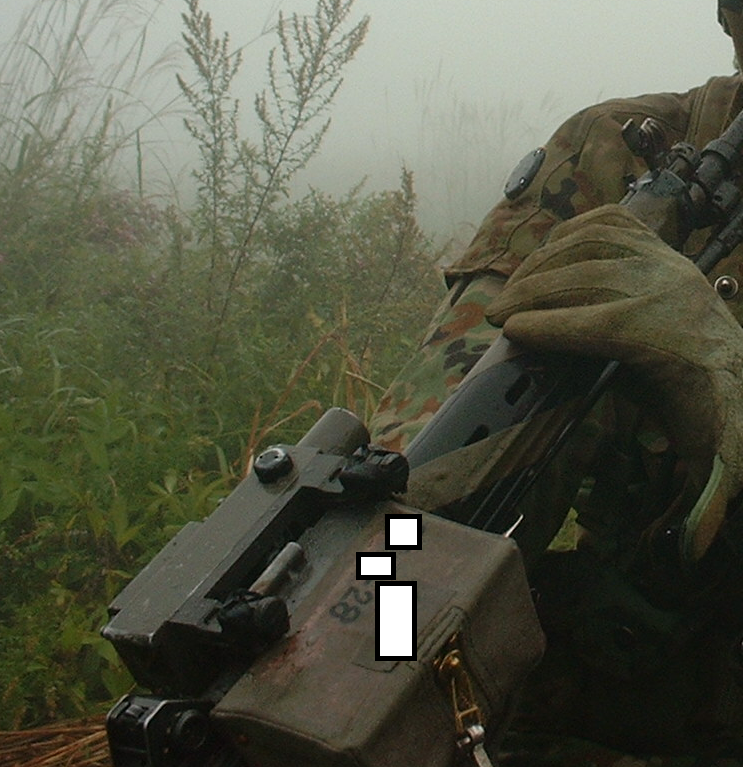
89式小銃の上に発射機を固定した様子 薬莢受け固定具の前後2ヶ所にある溝部分にバトラーの固定ネジを合わせて固定する。脱落防止にネジ部分をテープで巻いている様子が確認できる
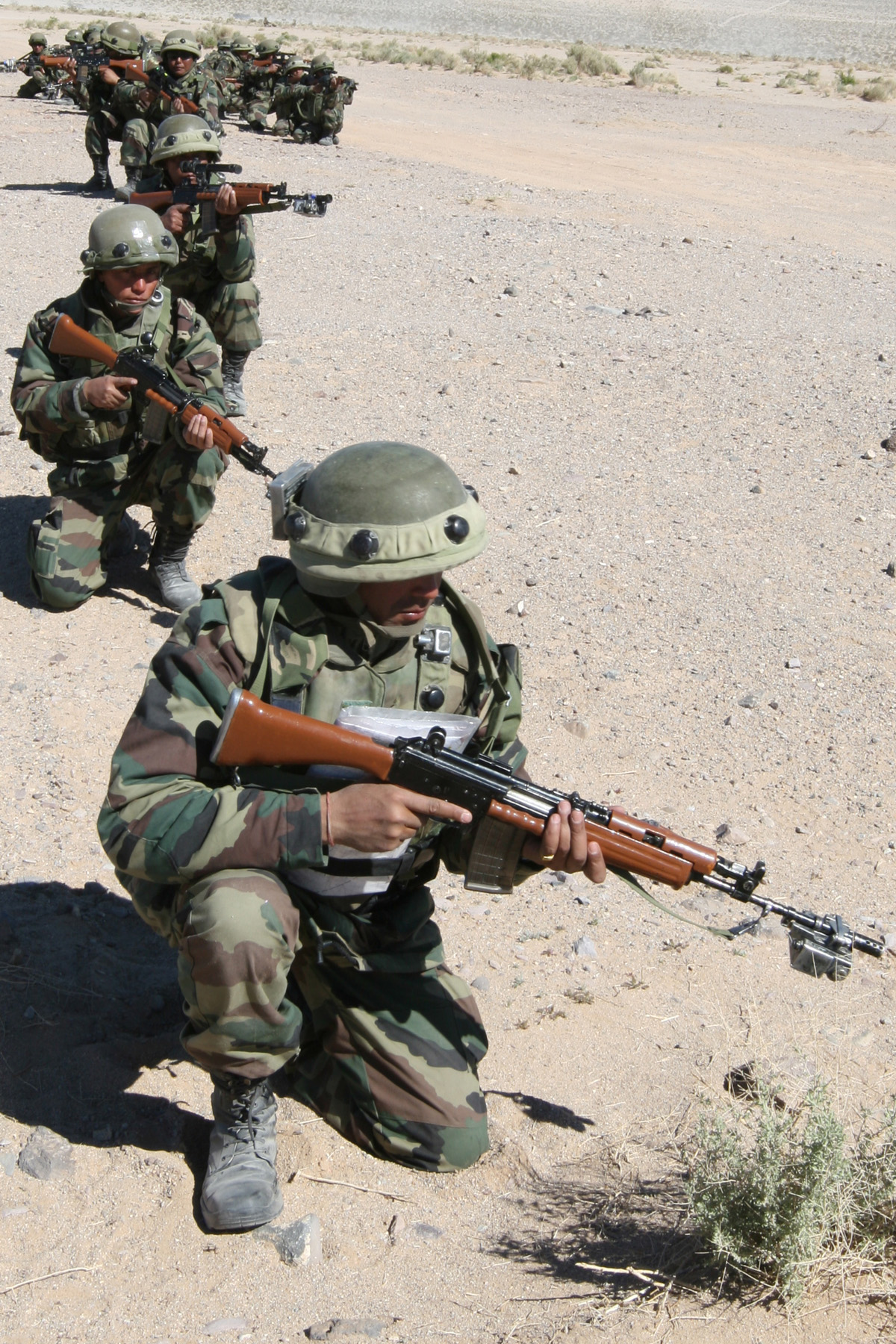
インド陸軍のMILES